# Josif Nikolajevič Galatte
Josif Nikolajevič Galatte (rusko Иосиф Николаевич Галатте), italijanski general, * 1760, † 1816.
Bil je eden izmed pomembnejših generalov, ki so se borili med Napoleonovo invazijo na Rusijo; posledično je bil njegov portret dodan v Vojaško galerijo Zimskega dvorca.

## Življenje
12. julija 1799 je prestopil iz sardinske v rusko vojsko s činom stotnika. Leta 1806 je bil premeščen v oskrbovalno službo. Sodeloval je v italijansko-švicarski kampanji leta 1799 in leta 1805 se je bojeval v bitki pri Austerlitzu. V letih 1806-07 je sodeloval v drugi ekspediciji v Mediteranu pod viceadmiralom Senjavinom. 
20. novembra 1810 je bil povišan v polkovnika. Sodeloval je v bojih s Francozi v letih 1812-14 in bil 15. decembra 1813 povišan v generalmajorja. 
Zaradi bolezni je bil 5. aprila 1816 odpuščen iz ruske vojske. Z otroki (žena je ostala v Rusiji) je odpotoval v Italijo, kjer je ponovno vstopil v sardinsko vojsko; a že istega leta je podlegel bolezni.